# Premiata Forneria Marconi
A Premiata Forneria Marconi (PFM) 1970-ben alakult olasz progresszív rockzenekar. Az első olasz rockzenekar volt, amelyik külföldön is sikereket ért el. 1973 és 1977 között öt angol nyelvű lemezt is kiadtak, Európában és az Amerikai Egyesült Államokban sikeres koncerteket bonyolítottak le.
Zenéjük a klasszikus zene, a hagyományos olasz zene és a rock keveredése, nagy hatással volt rájuk az angol progresszív rock. Az olasz zenei életbe ők vitték be a szintetizátorokat. 
Nevük jelentése: "Marconi díjnyertes péksége". Ez a pékség valóban létezett, de a "díjnyertes" szót csak később tették nevük elejére.

## Története

### Előtörténet
A zenekar több tagja korábbi együttesekben már együtt játszott, így hazájukban már ismert zenészeknek számítottak. Franco Mussida, Franz Di Cioccio, Flavio Premoli és Giorgio "Fico" Piazza számos népszerű olasz énekes kísérőjeként dolgozott, mint például Lucio Battisti, Mina, Adriano Celentano és Fabrizio De André. 1968-ban saját együttest hoztak létre, "I Quelli" ("Azok", "Ők") néven, és egy nagylemezt is megjelentettek.

### Korai évek
A Premiata Forneria Marconi 1970-ben alakult meg Milánóban, amikor is Pagani csatlakozott az I Quelli tagságához. Eleinte King Crimson és Jethro Tull feldolgozásokat játszottak, majd 1971-ben jelent meg első kislemezük, melyen az "Impressioni di settembre" és a "La carrozza di Hans" című szerzemények szerepeltek.
1972-ben jelent meg első nagylemezük, "Storia di un minuto" címmel, mellyel azonnal az olasz slágerlista élére kerültek. A lemezre a korábbi kislemezen megjelent két szám is felkerült újra felvett változatban. A zene a klasszikus és a rock szép keveredése, hosszabb kompozíciókkal. Az ének olasz nyelvű, bár az È Festa refrénje egy angol szó: "Celebration". Ez lett az addigi legsikeresebb olasz progresszív rock alkotás.
Még ugyanabban az évben, 1972 végén jelent meg második nagylemezük, "Per Un Amico" címmel. Az album elődjénél is komplexebb lett, és az angol producerek érdeklődését is felkeltette. Az Emerson Lake and Palmer (ELP) angol zenekar olaszországi koncertkörútján a PFM szerződést kötött a Manticore Records kiadóval, és ezzel pályafutásuk új korszakába léptek.

### Nemzetközi próbálkozások
A Manticore Records kiadócég az angol ELP tagjai által lett alapítva. Ők a King Crimson egyik alapító tagját, Pete Sinfieldet bízták meg azzal, hogy a Premiata Forneria Marconi angol nyelvű lemezének elkészítését irányítsa. A lemez nagyrészt a PFM második lemezének angol nyelvű változata lett, de egy szám rákerült az első lemezről is. Címe "Photos of Ghosts". A dalok nagy része nem lett újra felvéve, csak újra lett keverve, illetve természetesen angol nyelvű szöveget énekeltek rá. Teljesen újra felvett szám csak az első lemezről idekerült alkotás volt ("È Festa" = "Celebration"). A dalszövegek és címek általában nem az eredetiek fordításai, Sinfield teljesen új szöveget írt hozzájuk. (Ez dal maradt csak olasz nyelvű.) A lemez 1973-ban jelent meg, és azonnal angol és amerikai koncertkörút követte.
A lemez megjelenése után basszusgitáros csere történt, Piazza helyére Djivas került, aki azóta folyamatosan a zenekar tagja maradt.
1974-ben újabb két lemez jelent meg, lényegében ugyanannak az anyagnak az olasz és az angol nyelvű változata. Az olasz címe "L'isola di niente", az angolé pedig a "The World Became The World" lett. Az angol változat egy számmal bővebb az olasznál, ugyanis az első lemezről ide is újra felvettek egy darabot, méghozzá épp a címadó alkotást.
Az eddigi lemezeken az énekes a dobos, di Cioccio volt, akinek akcentusát az angol nyelvű lemezeken sok kritika érte, ezért a következő lemeztől kezdve csatlakozott hozzájuk énekesként Lanzetti. Ő diákként Amerikában tartózkodott huzamosabb ideig, és korábbi olasz zenekarával is angol nyelvű lemezeket készített. Énekhangja rekedtesebb, karakteresebb Cioccio hangjánál. Az első vele megjelent lemez a "Chocolate Kings" 1975-ben jelent meg. Ez az első album, ami csak angol nyelvű változatban készült el, és a dalszövegeket most már nem Sinfield, hanem Lanzetti írta. A zene keményebb lett a korábbiakhoz képest, de kevésbé lett sikeres, pedig továbbra is igényesen hangszerelt, komplex, ötletgazdag muzsikát játszottak. Bár Lanzetti angol kiejtésével nem voltak problémák, a szövegek nyelvezetét sok kritika érte.
Időközben a progresszív rock népszerűsége nemzetközileg is alábbhagyott. 1975 után a legtöbb korábbi progrock zenekar populárisabb stílusú lett. Ettől kezdve a PFM zenéjén is érezni lehetett, hogy más szelek fújnak. 1977-ben jelent meg újabb lemezük, "Jet Lag" címen. Ez is főképp angol nyelvű, tehát most sem készült már kétféle változat. A zene a progrocktól a jazz-rock felé tolódott el, de még szerves folytatása a korábbiaknak. Tulajdonképpen ez az utolsó progrock lemezük. Az anyag nyersebb, kevésbé megszerkesztett, inkább improvizatív. Angol nyelve ellenére olyan, mintha a nemzetközi karrierről is lemondtak volna.

### A progresszív rock vége
A PFM következő lemeze, a "Passpartu" 1978-ban jelent meg. Ez a harmadik, és egyben utolsó, melyen Lanzetti énekel. Ez már csak olasz nyelvű változatban készült el, és a lemez számai hagyományos olasz darabok, mintha egy teljesen más zenekar játszaná őket. A stílus immár popzene. Gyönyörűen hangszerelt, kellemes hangzású dalok gyűjteménye.
A lemez megjelenése után a PFM egy darabig Fabrizio De André kísérőzenekara lett, akivel 1979-ben és 80-ban két, belföldön nagy sikerű koncertlemezt is megjelentettek. Ezeken a lemezeken tehát nem saját szerzeményeket hallunk, hanem De André balladisztikus, költői szövegével ható számait.

### A 80-as évek és a pop
Az 1980-as évek beköszöntével a PFM is követte a nemzetközi trendeket. Popzenekarrá alakulva jelentették meg albumaikat. Az első ilyen az 1980-as "Suonare, Suonare". Ezt az 1981-es "Come Ti Va In Riva Alla Citta", az 1984-es "PFM? PFM!", majd az 1987-es "Miss Baker" követte. Ezekkel hazájukban végig sikeresek maradtak, ám szinte semmi sem emlékeztetett a 70-es évek muzsikájára.
1987 után a koncertezést abbahagyták, a zenekar tétlenségbe süppedt.

### A 90-es évektől napjainkig
Egy évtizednyi szünet után, 1997-ben jelent meg a következő PFM album, melyet a 70-es évekhez való visszatérésként is lehetne értékelni. "Ulisse" című alkotásuk ugyan nem progresszív rock, de Homérosz Odüsszeiája adja az album vázát, tehát konceptlemez.
2001-ben jelent meg a következő alkotás, "Serendipity" címmel. Ez keményebb rock zene, technikás hangszereléssel. Főképpen egy Olaszországban népszerű zenész, Daniele Silvestri számainak feldolgozása.
2002-ben nagyszabású koncertet adtak Japánban, ahol az angol Peter Hamill is velük játszott két szám erejéig, aki a Van Der Graaf Generator frontembere volt. Ez az anyag dupla koncertlemez formájában, "Live in Japan 2002" címen jelent meg. Sienai koncertjük pedig Piazza del Campo címen jelent meg 2005-ben.
Ezután Premoli (a billentyűs) egészségi problémái miatt elhagyta a zenekart. 2005-ben felléptek az USA-ban megrendezett nemzetközi progresszív rock fesztiválon (NEARfest). Ugyanekkor Kanadában, Brazíliában, Mexikóban, Panamában és Venezuelában is játszottak.
2005-ben egy rockopera jelent meg tőlük, "Dracula" címmel, 2006-ban pedig egy teljesen instrumentális darab, a "Stati di Immaginatione". 2009-ben is felléptek a NEARfest-en, majd 2010-ben (az időközben elhunyt) Fabrizio De André számainak feldolgozását jelentették meg "A.D. 2010 – La nuona novella" címen.

## Diszkográfia

### Stúdiólemezek
- Storia di un minuto (1972)
- Per un amico (1972)
- Photos of Ghosts (1973 – a Per un amico angol nyelvű változata)
- L'isola di niente (1974)
- The World Became the World (1974 – a L'isola di niente angol nyelvű változata)
- Chocolate Kings (1975)
- Jet lag (1977)
- Passpartù (1978)
- Suonare Suonare (1980)
- Come Ti Va In Riva Alla Città (1981)
- PFM? PFM! (1984)
- Miss Baker (1987)
- Ulisse (1997)
- Serendipity (2000)
- Dracula (2005)
- Stati di immaginazione (2006)
- A.D. 2010 – La buona novella (2010)
- PFM in Classic – Da Mozart a Celebration (2013)
- Emotional Tattoos (2017)
- I Dreamed of Electric Sheep – Ho sognato pecore elettriche (2021)

### Koncertlemezek
- Live in USA (1974, Cook címen is ismert)
- In Concerto – Arrangiamenti PFM (1979) (Fabrizio De André kíséreteként)
- In Concerto – Arrangiamenti PFM, Vol 2 (1980) (Fabrizio De André kíséreteként)
- Performance (1981)
- www.pfmpfm.it (1998)
- Live in Japan 2002 (2002)
- Piazza del Campo (2005)

### Válogatások
- PFM The Award-Winning Marconi Bakery (1976, Peters International, USA)
- Prime impressioni (1976) – válogatás a Storia di un minuto és Per un amico lemezekről
- 35... e un minuto (2007)